# ساغرپور
ساغرپور (به انگلیسی: Saghar Pur) یک روستا در پاکستان است که در جهلم واقع شده‌است.